# スポットライト (マドンナの曲)
「スポットライト」 (Spotlight) はマドンナの楽曲。1988年に発表されたリミックス・アルバム『ユー・キャン・ダンス』に唯一の新曲として収録されており、アルバム唯一のシングルとして日本限定でリリースされた。

## 解説
当時マドンナが出演していた三菱Hi-FiビデオのTVコマーシャル・シリーズのテーマ曲の一つに使用されていた。
ミュージックビデオは作られなかったが、オリコンの洋楽チャートでは3位に登った。軽快なリズムを持ったダンス・ソングで、ステファン・ブレイの贅肉の取れたプロディースは「コモーション」に通じる所がある。リミックスはジェリービーンが担当し、作曲には「ホリデイ」の作曲家であるカーティス・ハドソンが参加した。ダンスフロアを人生の隠喩としたマドンナ独特の歌詞の世界がここでも見ることが出来る。

## 収録曲
日本盤 7インチレコード・シングル (P-2348)
1. スポットライト　Spotlight (Edit) 4:32
2. パーティーは何処に　Where's the Party (Remix Edit) 4:13

日本盤 8 cm シングル (10SW-21)
1. スポットライト　Spotlight (Edit) 4:32
2. パーティーは何処に　Where's the Party (Remix Edit) 4:13

## 公式リミックス/ヴァージョン
- Album Version 6:23
- Extended Remix 6:26
- Edit / Single Version 4:32
- Dub 4:49